# 完颜伟
完颜伟（？—1748年），清朝满洲镶黄旗人。
雍正年间，自内务府笔帖式升任户部员外郎，赴江南学习治河。乾隆年间，历任江南河务道，江南副总河、江南河道总督，河东河道总督、左副都御史。乾隆帝以黄河大溜逼清口，命他循康熙旧迹，开陶庄引河，导使北注。他以开引河不易，奏请在南岸设木笼挑溜，使河水渐趋而北。完颜伟督理浙江尖山坝工程。筑洪泽湖子堰。请增建运河闸坝，疏浚下河水道，以消除山东水灾。多得准行。乾隆十三年（1748年）去世。